# 横手バイパス
横手バイパス（よこてバイパス）は、秋田県横手市にある国道13号のバイパス道路。
起点から婦気交差点までの区間は、国道107号が重複している。

## 概要

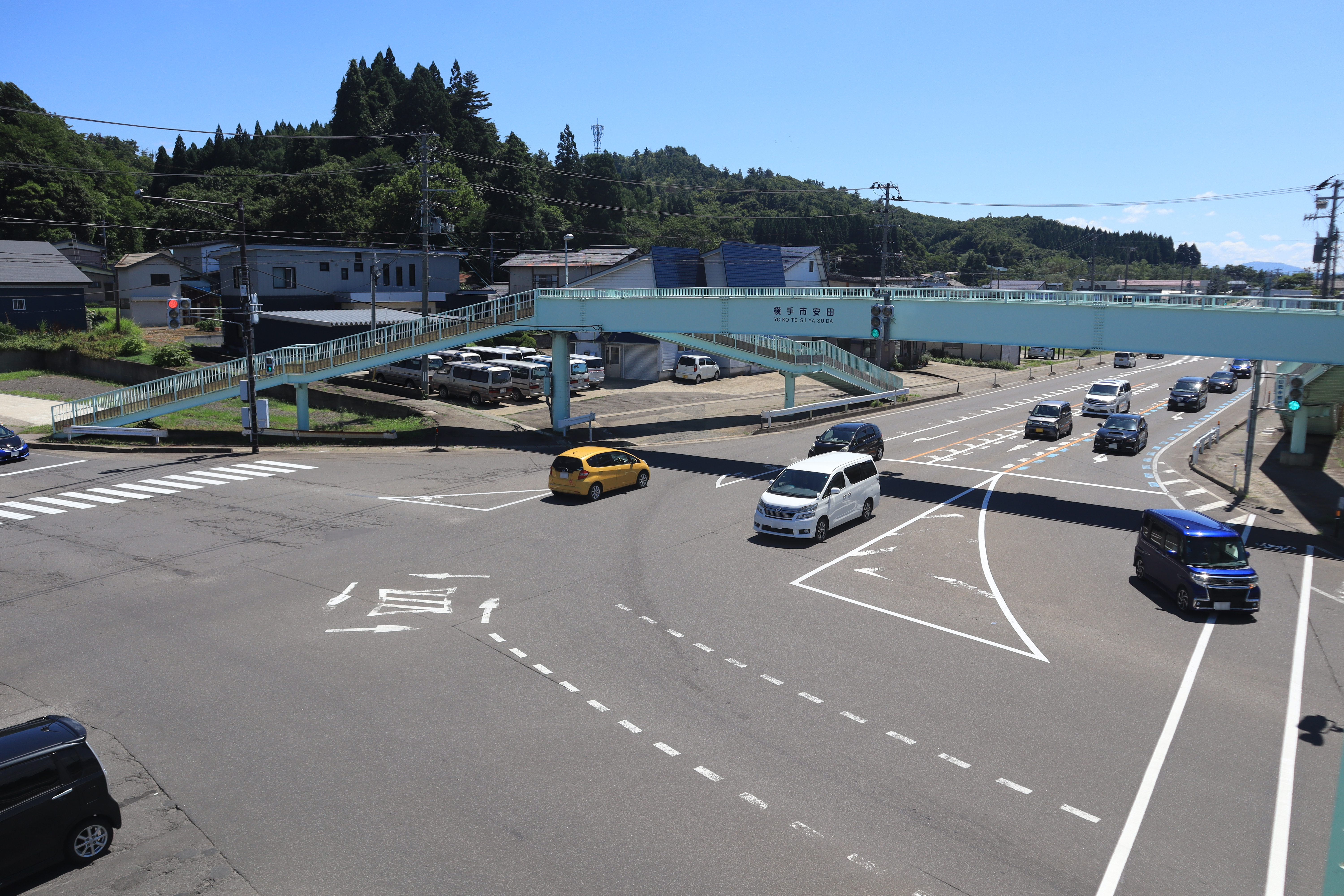
起点の安田交差点

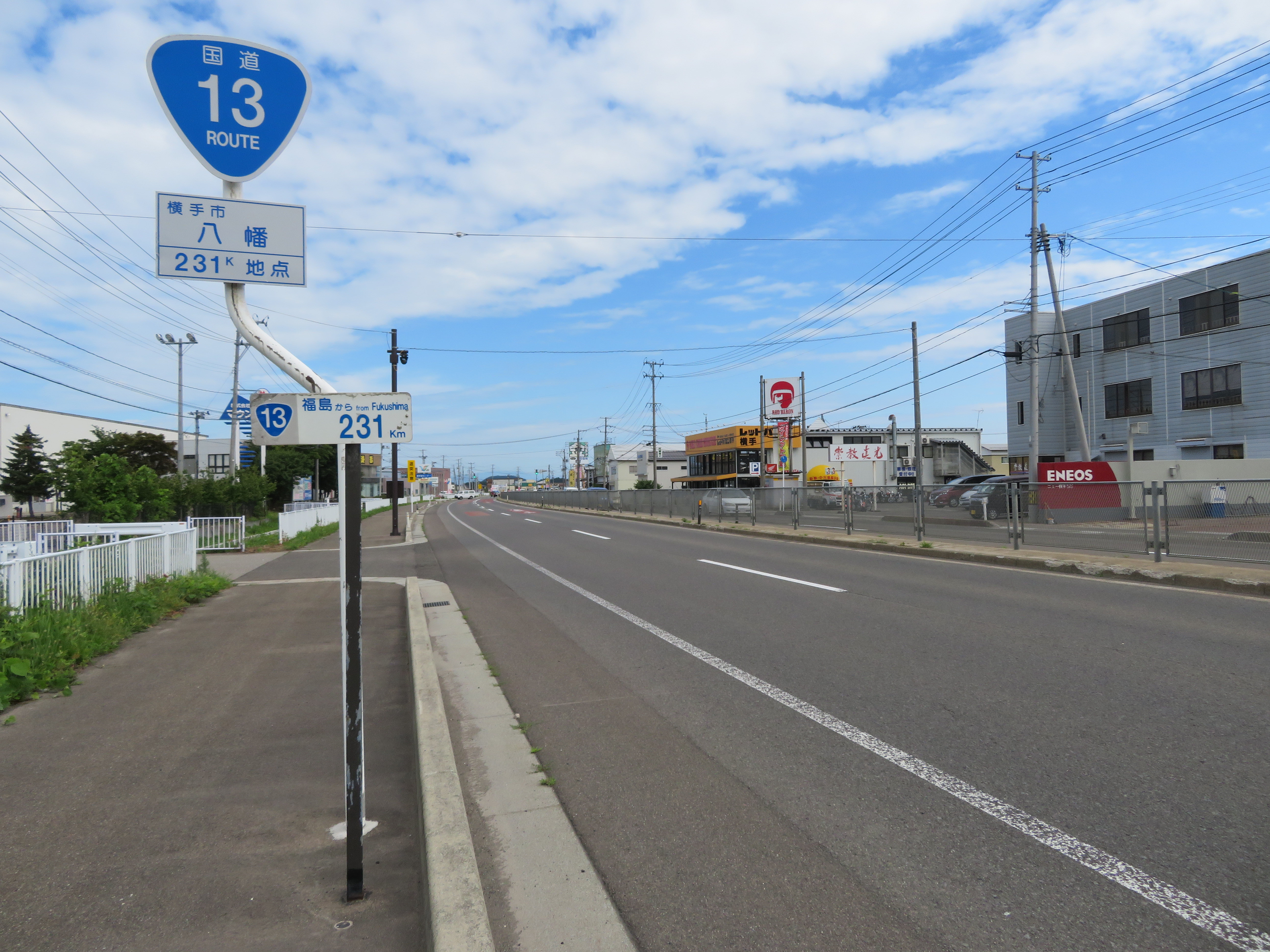
横手市八幡付近

当バイパス開通以前、当時の国道13号は旧・横手市市街地を経由していたが、城下町特有の市街地構造として屈曲が多く道幅が狭いため（特に2車線を確保できていない区間もある）、特に冬期間は大型車はもちろん普通乗用車相互の離合が困難な地点が多かった。当バイパスは市街地の西側を迂回するルートで計画され、開通した。現在、付近の沿線には商業施設が立ち並び、また一部区間が上下線合計4車線での供用になっている。
尚、この上下線合計4車線の区間には、開通当初から車道と歩道を分離する植樹帯が設けられていたが、特に冬期間の積雪時の見通し確保や除排雪の効率化、歩道のバリアフリー化などの目的から、全て伐採・撤去された。

### データ
- 起点 : 秋田県横手市安田字ブンナ沢
- 終点 : 秋田県横手市安本字南御所野
- 全長 : 5.98km[1]
- 車線 : 片側2車線（上下線合計4車線、横手市安田（婦気交差点） - 横手市八幡字石町（石町交差点））、片側1車線（上下線合計2車線、前述の区間以外）

## 沿革
- 1963年（昭和38年） - 着工[1]
- 1967年（昭和42年） - 開通[1]

## 交差する道路など
- 上側が起点側、下側が終点側。左側が上り線側、右側が下り線側。
- 路線名の特記がないものは横手市の市道。

| 交差点名 /橋梁名        | 交差する道路など                | 交差する道路など                     | 車線数 （供用/計画） |
| ----------------------- | ------------------------------- | ------------------------------------ | -------------------- |
| 国道107号 北上方面      |                                 |                                      |                      |
| 安田                    |                                 | 国道13号 新庄・湯沢方面              | 2/2                  |
| 横手第一跨線橋          | 奥羽本線                        | 奥羽本線                             | 2/2                  |
| 婦気                    | 横手バイパス （秋田・大仙方面） | 国道13号 横手IC方面 （湯沢横手道路） | 2/2                  |
| 婦気                    | 横手バイパス （秋田・大仙方面） | 国道13号 横手IC方面 （湯沢横手道路） | 4/4                  |
| 国道107号 由利本荘方面  |                                 |                                      |                      |
| 三枚橋                  |                                 |                                      | 4/4                  |
| 富士見大通り入口        |                                 | 秋田県道48号横手東由利線             | 4/4                  |
| 上真山                  | 秋田県道31号横手停車場線        | 秋田県道29号横手大森大内線           | 4/4                  |
| 卸団地入口              | -                               |                                      | 4/4                  |
| 石町                    |                                 | 秋田県道71号大曲横手線               | 4/4                  |
| 横手第二跨線橋          | 奥羽本線                        | 奥羽本線                             | 2/2                  |
| 横手川橋                | 横手川                          | 横手川                               | 2/2                  |
| 野中入口                |                                 |                                      | 2/2                  |
| 安本入口                | 秋田県道272号御所野安田線       |                                      | 2/2                  |
| 国道13号 秋田・大仙方面 |                                 |                                      |                      |

## 沿線の施設など
- 八王子公園
- 横手警察署
- 横手市役所（条里北庁舎・条里南庁舎）
- 横手市横手体育館
- 横手市横手武道館
- 横手市消防本部
- 平鹿総合病院
- JR 横手駅

- 横手市立朝倉小学校
- 大鳥井山遺跡
  - 大鳥公園
  - 大鳥井山神社
- 横手衛生センター
- 七日市公園